# Busstation Purmerend Tramplein
Het Busstation Purmerend Tramplein is het centrale busstation in Purmerend in de Nederlandse provincie Noord-Holland. Het ligt nabij het oude centrum van de stad aan het Noordhollandsch Kanaal maar is niet gelegen bij station Purmerend.
Het busvervoer wordt sinds december 2011 verzorgd door het vervoerbedrijf EBS, behalve de lijn naar Alkmaar die door Connexxion wordt uitgevoerd. Er zijn verbindingen met onder meer Amsterdam, Edam, Volendam, Monnickendam, Wormerveer, Zaandam en andere dorpen in de regio's Zaanstreek en Waterland.
Op 14 december 2014 is het vernieuwde en verplaatste busstation in gebruik genomen.

## Geschiedenis Tramplein

### Amsterdamse Poort
Vanaf 1410 bevond zich op de plek van het Tramplein het wagenplein van de Amsterdamse Poort.

### Tramstation (1894-1950)
In 1894 werd er op deze locatie een tramstation van de Waterlandse tram, tramlijn Het Schouw - Alkmaar, in gebruik genomen. Vanaf dat jaar tot 1932 was er een stoomtramverbinding Amsterdam - Purmerend - Alkmaar van de Tweede Noord-Hollandsche Tramweg-Maatschappij (TNHT). Het traject naar Alkmaar werd in 1931 opgeheven.
Het gedeelte Amsterdam - Purmerend werd in 1932 een elektrische tramlijn van de NZH, bekend als de Blauwe Tram, waarvan de laatste rit op 14 mei 1949 werd gemaakt. In 1950 werd het oude stationsgebouw gesloopt.

### Busstation (1950-2013)

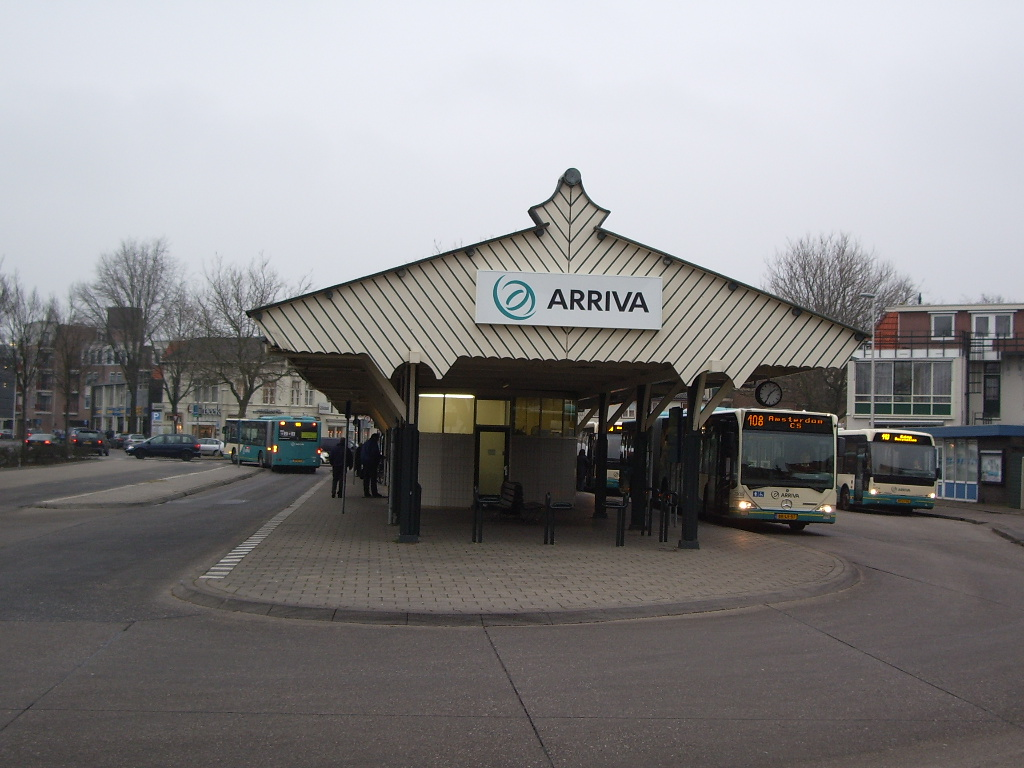
Busstation Purmerend Tramplein, met de stationskap uit 1950.

De verbindingen werden overgenomen door autobuslijnen van de streekbusmaatschappij NACO. Op de plek van het tramstation werd in 1950 een busstation gebouwd, ontworpen door de Purmerendse architect Jan Plas (senior) (1902-1960), geïnspireerd door het oude stationsgebouw. Er was gedurende enkele jaren een elektronisch informatiebord waarop de reizigers konden zien welke bus in aantocht is, maar dat is in december 2011 verwijderd. Met ingang van de dienstregeling 2014 op 15 december 2013, werd het busstation gesloten; waarna in januari 2014 het stationsgebouw is gesloopt.
De NACO werd door een fusie in 1972 ingelijfd door de NZH, die de buslijnen rond Purmerend exploiteerde tot 1999. In dat jaar werd de NZH op haar beurt ingelijfd door Connexxion. Dit verloor bij de aanbesteding van 2005 de concessie aan Arriva. Sinds 11 december 2005 vertoonde de kap van het busstation dan ook het logo van Arriva. Het busvervoer in de concessie Waterland wordt sinds 11 december 2011 uitgevoerd door EBS Public Transportation BV.

### Herinrichting in 2014: sloop en aanleg nieuw busstation

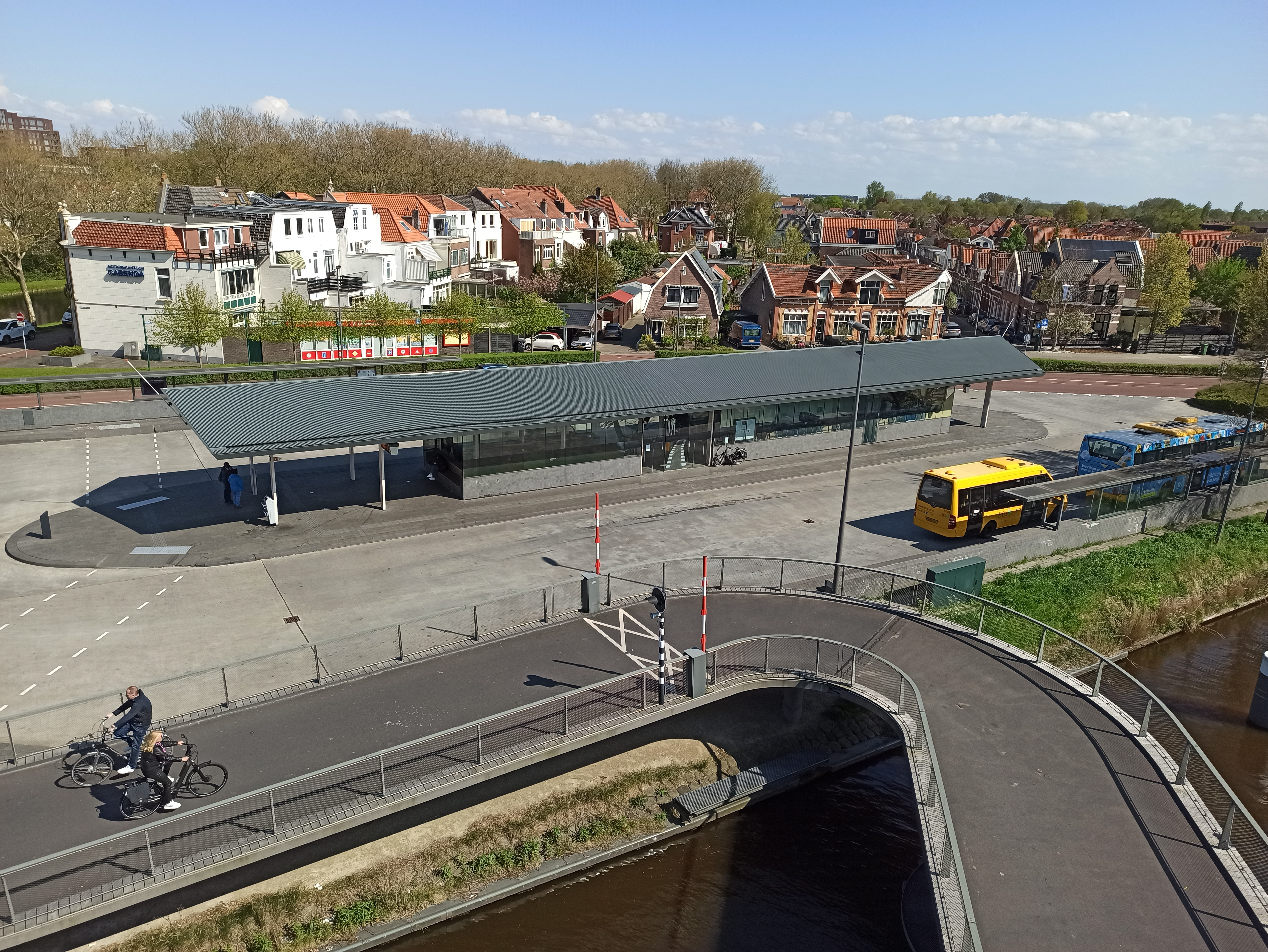
Het Tramplein in 2022 gezien vanaf de Melkwegbrug

In januari 2014 is het Tramplein heringericht naar ontwerp van NEXT architects. Het oude stationsgebouw is gesloopt. Na het omleggen van de Jaagweg is er een nieuw stationsgebouw aan de kanaalzijde gebouwd. Het is op 14 december 2014 in gebruik genomen.

## Lijnen
De huidige buslijnen 67, 100, 101, 102, 103, 110, 129, 305, 370 en 413, die halteren aan het busstation, worden verzorgd door EBS; met uitzondering van lijn 129 die uitgevoerd wordt door Connexxion.